# Quercus cubana
Quercus cubana — вид рослин з родини букових (Fagaceae), ендемік Куби.

## Опис
Це дерево заввишки понад 15 метрів, але часто менше. Гілочки спочатку вовнисті, стають безволосими. Листки вічнозелені, еліптично ланцетні, 3–10 × 1.5–3 см; верхівка тупа або слабо гостра; основа клиноподібна; верх блискучий зелений; низ біло-вовнистий; ніжка листка ± гладка, завдовжки 10–15 мм. Жолуді яйцюваті, майже сидячі, завдовжки 2 см; чашечка охоплює 1/4 горіха, з притиснутими вовнистими лусочками; дозрівають у перший рік.

## Середовище проживання
Поширення: Західна Куба (Пінар-дель-Ріо, Ісла-де-Пінос).